# Lykurgos (König von Sparta)
Lykurgos (altgriechisch Λυκοῦργος Lykoúrgos) war von 219 v. Chr. bis 211 v. Chr. König von Sparta. Seine Herkunft ist unbekannt. Er war im Bundesgenossenkrieg von 220 bis 217 v. Chr. ein Gegner des Achäischen Bundes und von Philippos V. von Makedonien, erwies sich allerdings als schlechter Kriegsherr. Seine Taten wurden von Polybios aufgezeichnet.
Im Winter 220/219 v. Chr. wurde der Tod von Kleomenes III., König Spartas von 235 bis 222 v. Chr., bekannt. Er war nach seiner schweren Niederlage im Kleomenischen Krieg nach Alexandria geflohen. Nun wählten die Spartiaten 219 v. Chr. nach einer dreijährigen königslosen Zeitspanne im makedonisch besetzten Sparta zwei neue Könige im Rahmen ihres konstitutionellen Doppelkönigtums. Während das eine Los auf den noch jugendlichen Agesipolis III. aus dem Haus der Agiaden fiel, wählte man den bis dahin unbekannten Lykurgos im Rahmen dieses antimakedonischen Putsches auf den Königssitz der Eurypontiden. Im Sommer darauf fiel er ins benachbarte Arkadien und in die Argolis ein, wurde aber zurückgedrängt. Während der von Chilon ausgelösten und gegen ihn gerichteten sozialrevolutionären Unruhen musste Lykurgos kurzzeitig aus Sparta fliehen.
Im Jahr 218 v. Chr. griff er in Messenien die arkadische Stadt Tegea an und musste, da er mit wenig Erfolg gegen die in Lakonien einmarschierten Makedonen kämpfte, von den Ephoren bedrängt im Herbst 218 v. Chr. nach Ätolien fliehen, kehrte aber im Frühjahr 217 v. Chr. zurück.
Noch im selben Jahr ging er vergeblich gegen die messenische Stadt Andania vor. Der in diesem Jahr geschlossene Frieden von Naupaktos beendete den Bundesgenossenkrieg zugunsten der Makedonen und des Achäischen Bundes. Später vertrieb Lykurgos seinen Mitkönig Agesipolis III., ohne dass das Ereignis genau zu bestimmen ist, und eignete sich so die Macht beider Königshäuser an. Er starb spätestens 211 v. Chr., worauf sein minderjähriger Sohn Pelops formell spartanischer König wurde, die Macht aber tatsächlich von dessen Vormund Machanidas ausgeübt wurde.